# Кипиани, Михаил Кайхарович
Михаил Кайхарович (Матвеевич) Кипиани (груз. მაიკლ ყიფიანი; 1849, Тифлисская губерния — после января 1905) — грузинский революционер-народник, один из организаторов народнического движения в Грузии.

## Биография
Родился в дворянской семье.
В 1873—1874 годах состоял студентом Технологического института в Санкт-Петербурге и принадлежал к петербургскому грузинскому революционному кружку. Поддерживал связь с В. В. Берви-Флеровским и эмигрантами.
14 марта 1874 года вместе с другими участниками кружка подчинен негласному надзору. В мае 1875 года вместе с Исидором Кикодзе организовал в Кутаиси кавказский революционный кружок, имевший связь с Москвой через Г. Ф. Здановича.
Обыскан и арестован 6 октября 1876 года. Привлечён к дознанию, возникшему в октябре 1876 года, по делу о революционной пропаганде в Тифлисской и Кутаисской губерниях, как главный руководитель кружка.
По Высочайшему повелению 26 июля 1878 год дело о нём разрешено в административном порядке с высылкою его под надзор полиции в Восточную Сибирь.
В виду расстроенного здоровья выслан в Оренбургскую губернию и водворён с 3 февраля 1879 года в Оренбурге.
В мае 1880 года освобождён от надзора.
Возвратившись на Кавказ, работал учителем в Горийской учительской семинарии.
Вторично арестован 2 марта 1883 года и заключён в Метехском замке, а затем перевезён в Санкт-Петербург. Привлечён к дознанию по делу о революционной пропаганде среди офицеров Мингрельского полка.
По Высочайшему повелению 7 марта 1884 года выслан в Западную Сибирь под надзор на три года.
Водворён в Усть-Каменогорске, в 1886 году переведён в Семипалатинск. По окончании срока ссылки, в 1887 году, возвратился в Европейскую Россию.
29 января 1905 года посетил Ясную Поляну и рассказал Льву Толстому о грузинском революционном движении. «Утром был от Накашидзе милый человек Кипиани, который рассказал чудеса о том, что делается на Кавказе: в Гурии, Имеретии, Менгрелии, Картли. Народ решил быть свободным от правительства и устроиться самому… Это великое дело», — записал Лев Толстой в дневнике.